# 方章鉞
方章鉞（？—？），清初安徽桐城縣人。方拱之子。

## 生平
順治十四年（1657年）南闈科場案發，工科給事中陰應節奏參江南主考官方猷，因“方姓”聯宗之故，取中方章鉞，順治皇帝下今徹查，主考官方猶、錢開宗等十八人處死，責打章鉞四十大板，其父方拱乾受牽連，舉家徙寧古塔，順治十六年（1659年）閏三月啟程，七月抵達戍所。順治十八年赦還。